# Punta Fournà
La punta Fournà è una montagna delle Alpi Graie alta 1.131 m che si trova tra la val Ceronda, la conca di Givoletto e la Bassa Grande, ed interessa i comuni di Varisella e di Givoletto.

## Descrizione
Dal punto culminante della montagna si diparte la costa della Croce, che separa due ampi valloni aperti sulla pianura, la conca di Givoletto ad ovest e ad est la Bassa Grande, ai cui piedi sorge la frazione Rivasacco. 
Poco ad est della cima sorge la cappella dedicata alla Madonna della Neve i cui dintorni sono inclusi nella riserva naturale integrale della Madonna della Neve sul Monte Lera. Tutta l'area ricadeva poi nella comunità Montana Val Ceronda e Casternone, in seguito sostituita da una unione di comuni.
Le pendici della montagna sono in buona parte ricoperte dalla Molinia e da boscaglie dove prevalgono piccoli alberi di tiglio e cespugli di nocciolo.

## Accesso alla vetta
La punta Fournà è una montagna di interesse escursionistico ed è raggiungibile da Givoletto per un sentiero che percorre la costa Cresto per la comoda cresta dalla Madonna della Neve. Proseguendo verso Nord Est sulla stessa cresta spartiacque si può raggiungere, meno comodamente, il vicino monte Bernard.